# 西荒山遗址
西荒山遗址，位于中国吉林省桦甸市横道河子乡西荒山村，为一个省级文物保护单位，类型为古遗址，公布时间为2007年5月31日。该文物保护单位由桦甸市文物管理所管理。
西荒山遗址的历史年代为战国—汉。